# 阿尔马耶
阿尔马耶（法語：Armaillé，法語發音：[aʁmaje]）是法国曼恩-卢瓦尔省的一个市镇，属于瑟格雷区。

## 地理
阿尔马耶（47°42'51"N, 1°7'44"W）面积16.78 平方千米，位于法国卢瓦尔河地区大区曼恩-卢瓦尔省，该省份为法国西部内陆省份，大致对应安茹地区，北起顺时针与马耶讷省、萨尔特省、安德尔-卢瓦尔省、维埃纳省、德塞夫勒省、旺代省、大西洋卢瓦尔省和伊勒-维莱讷省接壤。
与阿尔马耶接壤的市镇（或旧市镇、城区）包括：瑞涅德穆捷、翁布雷当茹。

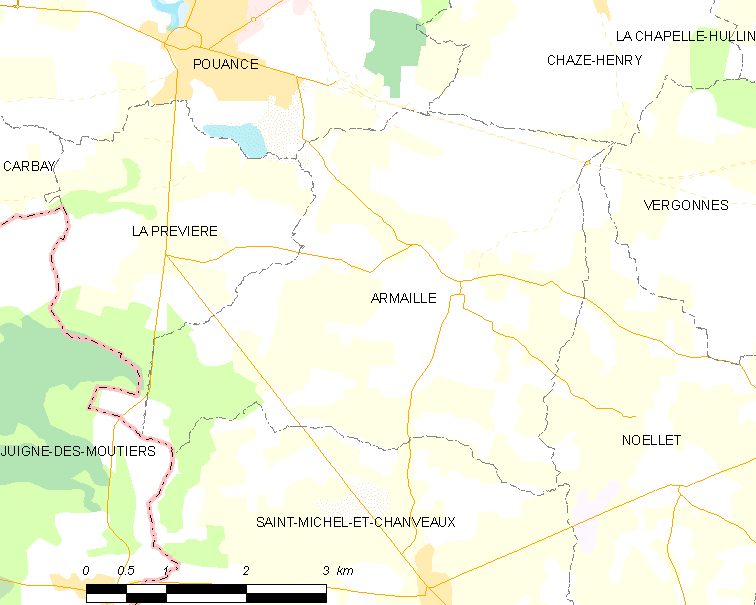
阿尔马耶的OSM定位图

阿尔马耶的时区为UTC+01:00、UTC+02:00（夏令时）。

## 行政
阿尔马耶的邮政编码为49420，INSEE市镇编码为49010。

## 政治
阿尔马耶所属的省级选区为蓝色安茹地区瑟格雷县。

## 人口

1962-2008年间阿尔马耶人口变化图示

阿尔马耶于2022年1月1日时的人口数量为317人。